# Owyhee River Wilderness
La région sauvage de la rivière Owyhee (Owyhee River Wilderness) est située sur les hauts plateaux basaltiques du comté d'Owyhee, dans le sud-ouest de l'Idaho, dans l'ouest des États-Unis. La zone sauvage porte le nom et protège la partie supérieure de la rivière Owyhee, ses affluents et le paysage environnant du canyon désertique . Le rafting en eau vive est une activité récréative populaire dans cette région sauvage. Géré par le Bureau of Land Management, il s'agit de la deuxième plus grande zone de nature sauvage des États-Unis qui n'est pas située dans une forêt nationale, un parc national ou un refuge national pour la faune. Le Black Rock Desert Wilderness du BLM, situé dans la zone de conservation nationale Black Rock Desert - High Rock Canyon Emigrant Trails, est plus grand. Environ 108 km de la rivière Owyhee est classée rivière sauvage .

## Géographie
Couvrant une superficie de 1081 km², la Owyhee River Wilderness est de forme irrégulière, suivant généralement le cours de la rivière Owyhee, de la rivière South Fork Owyhee, de la rivière Little Owyhee, de Deep Creek et de Battle Creek, ainsi que de certaines terres de plateau. La zone sauvage s'étend de la frontière entre l'Oregon et l'Idaho à l'ouest jusqu'à la réserve indienne de Duck Valley à l'est jusqu'à la frontière entre le Nevada et l'Idaho au sud. Les rivières et les ruisseaux sont profondément érodés dans le plateau d'Owyhee, ce qui entraîne des canyons profonds . Les rares routes sont accidentées et il y a peu de sentiers. On trouve des rivières d'eau vive.

## Histoire législative
L'Owyhee River Wilderness a été créé par l'Omnibus Public Land Management Act de 2009 et promulgué par le président Barack Obama le 30 mars 2009. Également créées dans l'Omnibus Land Act, cinq zones sauvages supplémentaires du sud-ouest de l'Idaho dans le comté d'Owyhee, connues collectivement sous le nom de zones sauvages d'Owyhee Canyonlands :  
- Big Jacks Creek Wilderness - 213 km²
- Bruneau - Jarbidge Rivers Wilderness - 364 km²
- Little Jacks Creek Wilderness - 206 km²
- North Fork Owyhee Wilderness - 175 km²
- Pole Creek Wilderness - 50 km²

La loi de 2009 a ajouté 2092 km² de nature sauvage dans l'état de l'Idaho. La région sauvage de la rivière Owyhee représente 51,7 % de cette superficie  .
Les zones de nature sauvage n'autorisent pas les équipements motorisés ou mécaniques, y compris les bicyclettes. Bien que le camping et la pêche soient autorisés avec un permis approprié, aucune route ou bâtiment n'est construit et il n'y a pas non plus d'exploitation forestière ou minière, conformément à la loi de 1964 sur la nature. Les Wilderness dans les forêts nationales et les zones du Bureau de gestion des terres permettent également la chasse en saison  .

## Histoire naturelle
La région sauvage de la rivière Owyhee se trouve dans le désert d'Owyhee, qui fait partie de l'écorégion Nord Basin and Range, bien que, sur le plan hydrologique, la région sauvage se trouve dans le bassin versant de la rivière Snake et du fleuve Columbia  . La région abrite des animaux tels que le mouflon canadien, le couguar, le faucon des prairies, le lynx roux et le pronghorn. Une variété de plantes telles que le lupin, Eriogonum salicornioides, Phacelia lutea var et la racine amère peuvent également être trouvées dans la région  .